# Udara blackburnii
Udara blackburnii is een dagvlinder uit de familie Lycaenidae. De soort is endemisch in Hawaï.
De spanwijdte varieert van 22 tot 29 millimeter.